# أندريا لوكاتيللي (رسام)
أندريا لوكاتيللي (بالإيطالية: Andrea Locatelli)‏ هو رسام إيطالي، ولد في 19 ديسمبر 1695 في روما في إيطاليا، وتوفي بنفس المكان في 19 فبراير 1741.